# Гай Еренуций
Гай Еренуций (на латински: Gaius Erenucius) e политик на Римската република от 4 век пр.н.е.
През 379 пр.н.е. той е вероятно консулски военен трибун с още седем колеги.